# Nogáll Károly
Nogáll Károly (Győr, 1816. április 20. – Győr, 1896. július 2.) ansariai választott püspök, pápóci prépost, győri kanonok és püspökhelyettes. Nogáll János testvérbátyja.

## Életútja
A Központi Papnevelő Intézetben tanulta a teológiát 1836 és 1840 között, 1840. július 16-án szentelték miséspappá. 1843-ban Deáky Zsigmond titkára volt, majd 1844-ben gróf Pálffy Ferenc fiait nevelte. 1844-ben Környén működött mint plébános, 1857 és 1865 között a szeminárium szentírástudomány tanára, 1858-tól 1867 augusztusáig igazgatója volt. 1860-ban tiszteletbeli, 1864-ben győri kanonok és locsmándi főesperes, 1865-ben címzetes apát, 1870 és 1874 között szentadalberti prépost, 1870-től 1878-ig a teológiai főiskola igazgatója volt. 1878 és 1896 között pápóci prépost és püspöki helynök, 1879-ben ansariai választott püspök. Pázmándi Horváth Endre jubileumának főtényezője és rendezője volt. 

## Műve
- Emlékkönyv Pázmándi Horváth Endre születése százados évfordulati ünnepélyének emlékére. Kiadta… Győr, 1879. (Az előszót írta).

Kiadta: Gyöngyök Pázmány Péter összes műveiből. Gyűjtötte Vargyas Endre. Győr, 1876. és Kempis Tamás négy könyvét Krisztus követéséről, ford. Intay Vazul Győr, év n. 